# Los Angeles Memorial Coliseum

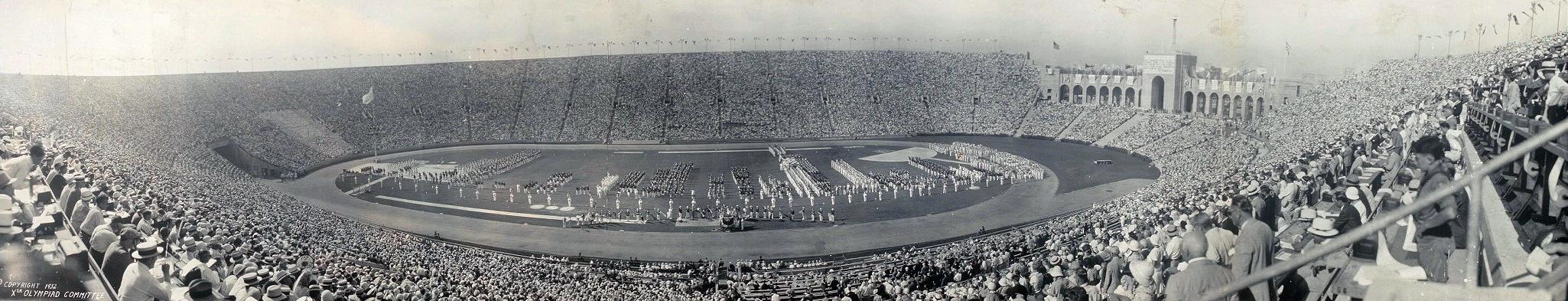
Los Angeles Memorial Coliseum el dia de la ignauguració dels Jocs Olímpics de 1932.

El Los Angeles Memorial Coliseum, també denominat Estadi Olímpic de Los Angeles, és un estadi olímpic situat a la ciutat de Los Angeles (Estats Units d'Amèrica), construït l'any 1923, l'únic fins al moment en ser seu de dos Jocs Olímpics d'Estiu diferents en les edicions de 1932 i 1984.
Als Estats Units rep el nom popular de The Grand Old Lady.
Actualment és l'estadi de l'equip de l'NFL Los Angeles Rams.

## Jocs Olímpics
L'estadi fou dissenyat pels arquitectes nord-americans John Parkinson i Donald Parkinson per als Jocs Olímpics d'Estiu de 1932. S'iniciaren les obres el 21 de desembre de 1922 i l'estadi s'ignaugurà oficialment l'1 de maig de l'anys següent amb una capacitat per a 76.000 persones. S'utilitzà a ple rendiment en la cerimònia d'obertura i de clausura així com en les proves atlètiques dels Jocs Olímpics de 1932, ampliant-se la seva capacitat fins als 101.574 seients. La torre de la Flama Olímpica encara continua dempeus al capdamunt dels arcs de l'entrada del colosseu, igual que els Anells Olímpics.
En l'edició dels Jocs Olímpics d'Estiu de 1984 es tornà utilitzar l'estadi per a la celebració de les cerimònies d'obertura, clausura i les poves atlètiques. Amb motiu d'aquests Jocs a la plaça de l'estadi s'instal·laren dues estàtues, la d'una dona i un home, obra de Robert Graham, cèlebres per la seva gran exactitud anatòmica i modelades a partir del cos de Terry Shroeder i Jackie Joyner-Kersee, dos atletes que participaren en els Jocs Olímpics d'aquell any.

## Futbol americà
Després de la realització dels primers Jocs Olímpics l'Estadi fou utilitzat per a la realització dels partits de futbol americà dels diferents clubs existents a la ciutat. Actualment és l'estadi de l'equip de l'NFL Los Angeles Rams.

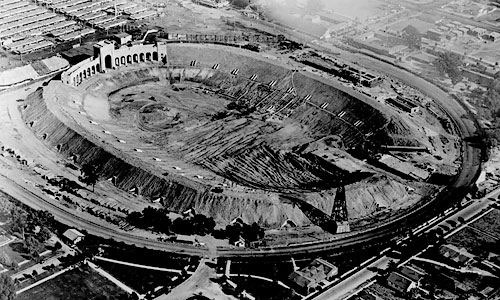
Construcció de l'estadi.

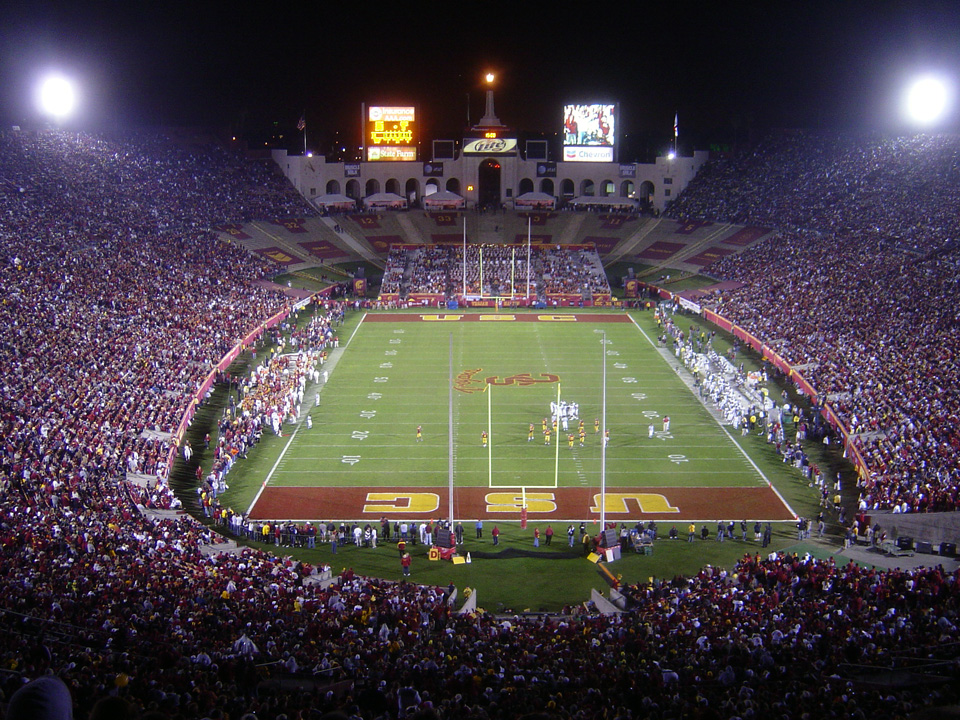
Los Angeles Memorial Coliseum actualment.

## Esdeveniments celebrats

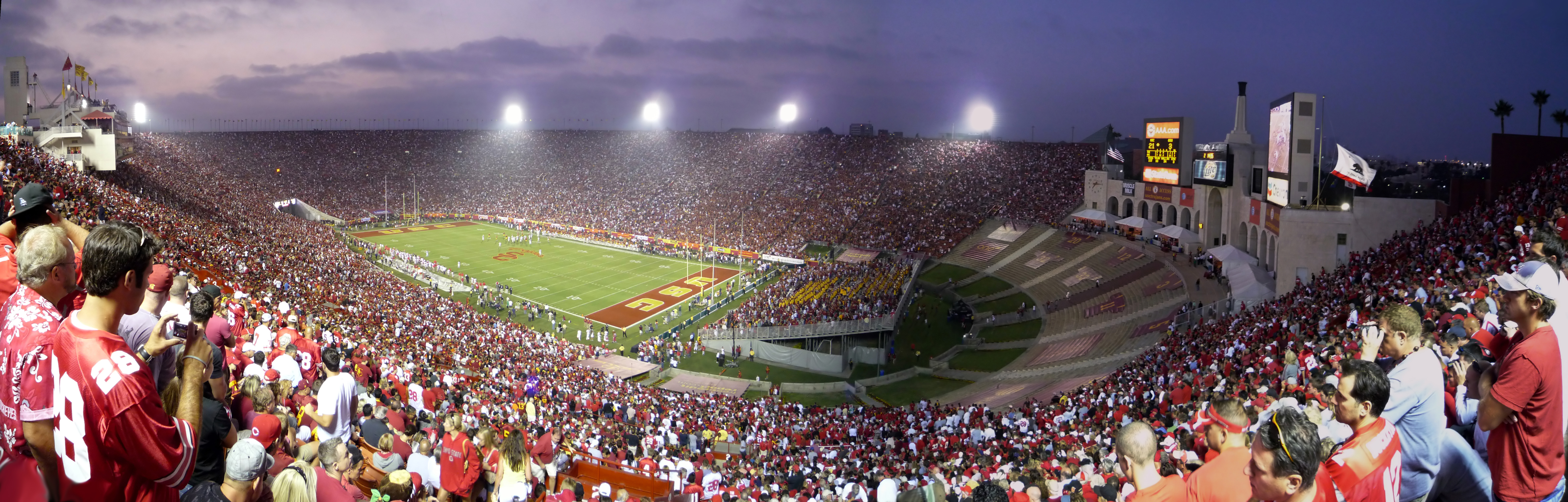
Panoràmica de l'estadi Los Angeles Memorial Coliseum.

- Jocs Olímpics de Los Angeles 1928
- Super Bowl 1967
- Super Bowl 1973
- Jocs Olímpics de Los Angeles 1984
- Copa d'Or de la CONCACAF 1991
- Copa d'Or de la CONCACAF 1996
- Copa d'Or de la CONCACAF 1998
- Copa d'Or de la CONCACAF 2000